# Кампс, Патрисио
Патри́сио Алеха́ндро Кампс (исп. Patricio Alejandro Camps; род. 22 января 1972, Буэнос-Айрес) — аргентинский футболист и тренер.

## Карьера
Родился в семье украинцев. Девичья фамилия матери — Назарик.
Кампс начал карьеру в молодёжных командах «Велес Сарсфилда». В том же клубе дебютировал в большом футболе в 1991 году. В 1990-е был одним из ведущих игроков успешно выступавшего в те годы «Велес Сарсфилда». Кампс выступал за «Велес» 12 лет, провёл более 250 матчей, выступая на позициях форварда и атакующего полузащитника. За этот период Патрисио, выступая вместе с такими игроками, как Пеллегрино, Басуальдо, Кавальеро, Руджери, Хусаин, Туру Флорес, Басседас, Чилаверт, выиграл большое количество трофеев. Клаусуру-94 и часть Апертуры-95 провёл в «Банфилде».
В 2000 году перешёл в греческий ПАОК, где играл вместе с Омари Тетрадзе. В 2002 году ФИФА обязала ПАОК к 20 августа заплатить 135 тысяч фунтов «Велес Сарсфилду» за переход Патрисио Кампса. Уйдя из «Велес Сарсфилда» в 2002, выступал затем за мексиканский «УАГ Текос», аргентинский «Кильмес», парагвайскую «Олимпию».

## Международная карьера
Кампс провёл две игры за сборную Аргентины в 1996 году. Осенью 2001 года ходили слухи о его приглашении в сборную Украины, так и оставшиеся слухами.

## Достижения
«Велес Сарсфилд»
- Чемпион Аргентины: 1993 (Клаусура), 1995 (Апертура), 1996 (Клаусура), 1998 (Клаусура)
- Обладатель Межамериканского кубка: 1995
- Обладатель Суперкубка Либертадорес: 1996
- Обладатель Рекопы Южной Америки: 1997